# Generationenvertrag
„Der Generationenvertrag bezeichnet einen fiktiven Solidar-Vertrag zwischen jeweils zwei gesellschaftlichen Generationen“ als theoretisch-institutionelle Grundlage einer im Umlageverfahren finanzierten dynamischen Rente. Ziel ist die Einführung von Zurechnungsregeln für die Verteilung des Arbeitseinkommens Erwerbstätiger mit der Absicht, die individuellen Konsummöglichkeiten angemessen auf die drei Lebensphasen Kindheit und Jugend, Erwerbsphase und Alter aufzuteilen. Der Begriff Generationenvertrag ist nicht juristisch, sondern bildlich zu verstehen, da zwischen den Generationen kein juristisch einklagbarer Vertrag geschlossen werden kann.

## Unterschiedliche Definitionen
Der Begriff „Generationenvertrag“ hat in der deutschen Sozialgeschichte eine große Bedeutung erlangt. Je nach seinem Verständnis werden unterschiedliche sozialpolitische Schlussfolgerungen gezogen.
Definition aus der Großen Bertelsmann Lexikothek (1990):
In der BR Deutschland wurde die Idee vom „Solidarvertrag zwischen den Generationen“ durch W. Schreiber entwickelt. Ausgangspunkt ist die Feststellung, dass das Arbeitseinkommen, das durch Erwerbstätigkeit erzielt wird, als Lebenseinkommen zu verstehen ist. Es wird begründet durch die Lebensphasen: Kindheit und Jugend (eine Phase, in der die Fähigkeiten zur Erwerbstätigkeit erworben werden) und Arbeitsalter (während dessen man Einkommen erwirbt). Aber es muss auch für die Phase des Lebensabends ausreichen. Sieht man die Gesellschaft als Solidargemeinschaft, kann sie (und muss sie zur Sicherung des sozialen Friedens zwischen den Generationen) Lösungen zur Verteilung des von der mittleren Generation erarbeiteten Einkommens finden, die sowohl deren Unterhalt als auch den der Kinder und der alten Menschen sichert. Diese Aufgabe fällt dem jeweiligen System der sozialen Sicherung zu.
Dem gegenüber steht eine engere Definition, die sich etwa beim Bundesfinanzministerium und der Deutschen Rentenversicherung findet:
Mit Generationenvertrag wird der unausgesprochene „Vertrag“ zwischen der beitragszahlenden und der rentenbeziehenden Generation bezeichnet. Die monatlich von Arbeitnehmern und Arbeitgebern vorgenommenen Einzahlungen in die staatliche Rentenkasse sollen zur Finanzierung der laufenden Rentenzahlungen dienen. Die arbeitende und somit zahlende Generation erwartet ihrerseits, dass auch ihre Rente durch die Beitragszahlungen der nachfolgenden Generation gedeckt ist. Tatsächlich ist der Generationenvertrag als Grundlage des deutschen Rentensystems eine staatlich organisierte Unterhaltspflicht gegenüber den Älteren der Gesellschaft.
Der Unterschied zwischen den Definitionen liegt darin, dass die mittlere erwerbstätige Generation einmal in der Pflicht sowohl gegenüber der jungen als auch der alten Generation gesehen wird, während sich das andere Konzept vom Generationenvertrag auf eine staatlich organisierte Unterhaltspflicht der mittleren Generation gegenüber der älteren Generation beschränkt und die junge Generation nur Objekt einer Erwartungshaltung ist, sie werde später selbst in den Generationenvertrag eintreten.

## Geschichte
Der Begriff des Generationenvertrages wird historisch auf die Idee des Gesellschaftsvertrages, wie sie im 18. und 19. Jahrhundert entwickelt wurde, und auf den social contract von Alexis de Tocqueville zurückgeführt sowie auf die Deutung der Sozialversicherung nach dem Vorbild der privatwirtschaftlichen Versicherung.
Der Begriff des Generationenvertrages wurde dann insbesondere im Zusammenhang mit der Einführung des Umlageverfahrens in den gesetzlichen Rentenversicherungen im Jahr 1957 und später auch bei anderen Umverteilungsmechanismen im Sozialstaat (besonders bei der Krankenversicherung der Rentner und Kinder sowie bei der Pflegeversicherung) verwendet. In einem weiteren Sinn wird auf den Generationenvertrag in politischen Debatten auch in den Bereichen der Bildungs-, Haushaltspolitik und allgemein im Zusammenhang mit Nachhaltigkeit verwiesen.
Das ursprüngliche System der gesetzlichen Rentenversicherung baute auf eine Ansparung der Rentenbeiträge, die paritätisch von Arbeitgebern und Arbeitnehmern auf Rentenkonten zu entrichten waren. Von kurzen Perioden abgesehen kam jedoch nie eine ausreichende Kapitaldeckung zustande. Auch die Inflation und die beiden Weltkriege machten den Versuch zunichte. Daher funktionierte das Rentensystem auch schon lange vor 1957 in einer Art Umlageverfahren.
Das System der Kapitaldeckung wurde 1957 in der Rentenreform 1957 unter Konrad Adenauer zu einem Umlageverfahren umgebaut. Das zugrundeliegende Konzept von Wilfrid Schreiber – auch bekannt als „Schreiber-Plan“ – verwendete zunächst den Begriff „Solidar-Vertrag zwischen den Generationen“.
Der „Schreiber-Plan“ wurde nur teilweise umgesetzt. Nach diesem Plan sollte sowohl Kindern und Jugendlichen (vor Erreichung des 20. Lebensjahrs) wie den Alten (nach Vollendung des 65. Lebensjahrs) ein Anteil aus der Gesamtheit der Arbeitseinkommen zugesichert werden. Die mittlere Generation sollte, neben der Unterstützung der Alten, zugleich mit Rentenbeiträgen aus dem Erwerbseinkommen für die nachwachsende Generation sorgen. Dementsprechend war neben der Altersrente eine Kindheits- und Jugendrente vorgesehen. Unverheiratete Kinderlose sollten dabei den doppelten Beitrag zahlen (verheiratete Kinderlose den 1,5-fachen Beitrag) wie Verheiratete mit zwei Kindern.
Schreiber versuchte damit, den in der vorindustriellen Gesellschaft bestehenden „Solidarvertrag“ innerhalb der Familie, wonach die Eltern die Kinder großzogen und dadurch den selbstverständlichen Anspruch auf Unterstützung im Alter erwarben, in die industrielle Gesellschaft zu transformieren.
Durch die Verwirklichung nur des sich zugunsten der älteren Generation auswirkenden Teils des „Schreiber-Plans“ wurde die erwerbstätige Generation lediglich verpflichtet, dynamische Renten an die nicht mehr erwerbstätige Generation zu zahlen. Eine vergleichbare Verpflichtung gegenüber der nachfolgenden Generation in Form einer „dynamischen Kindheits- und Jugendrente“, die Schreiber als „Preis“ für die dynamische Altersrente betrachtete, wurde nicht verwirklicht. Die Unterhaltskosten der Kinder einschließlich des Erziehungsaufwandes blieben ganz überwiegend bei den Eltern, während der Rentenanspruch an Erwerbstätigkeit gekoppelt wurde, wodurch Eltern mit Kindern weniger Ansprüche erwerben als Altersgenossen ohne Kinder.
In der Schweiz wurde der Begriff des Generationenvertrags ebenfalls im Rahmen der gesetzlichen Einführung der Alters- und Hinterlassenenversicherung (AHV) 1947 in die politische Diskussion eingeführt. Auch die AHV basiert auf einem Umlageverfahren. Mit der Einführung weiterer sozialstaatlicher Umverteilungsmechanismen – zum Beispiel im Krankenversicherungsgesetz von 1996 – weitete sich der Gebrauch des Begriffes auch auf diese Bereiche aus und steht heute für einen breit akzeptierten Grundsatz des schweizerischen Sozialstaates.

## Kontroversen

### Einbeziehung der nachwachsenden, noch nicht erwerbsfähigen Generation
Es wird gefordert, dass im Rentenrecht nicht nur – wie zurzeit – das Modell des Zwei-Generationen-Vertrags, sondern des Drei-Generationen-Vertrags verwirklicht werden solle. Die ökonomische Vernunft gebiete die Zurückverlegung von Einkommen aus dem Arbeitsalter in die Kindheit. Dies könne nicht individuell, sondern nur auf dem Wege der Solidarhilfe zwischen zwei Generationen, das heißt innerhalb der Gesellschaft durch einen Generationenvertrag verwirklicht werden.
Von Anfang an hat sich Oswald von Nell-Breuning gegen die unvollständige Umsetzung des von Schreiber definierten Generationenvertrages gewandt: Wenn die Kinderlosen und die Kinderarmen ihr Dasein, insbesondere ihre Versorgung im Alter, auf anderer Leute Kinder aufbauen, dann bilden Familienlastenausgleich und Altersversorgung eine Einheit; eine sinnvolle Regelung ist nur möglich, wenn man beides zusammen anfasst.
Der Gesetzgeber habe bei der 1957 in Kraft getretenen Rentenreform diesen Zusammenhang zwischen Familienlastenausgleich und Altersversorgung völlig übersehen und außer Acht gelassen. Diejenigen, die Beiträge zahlen, empfangen ja nicht ihre Beiträge zurück, wenn sie alt geworden sind. Durch die Beiträge haben sie nicht die Rente erdient, sondern durch sie haben sie erstattet, was die Generation zuvor ihnen gegeben hat. Damit sind sie quitt. Die Rente, die sie selbst beziehen wollen, die verdienen sie sich durch die Aufzucht des Nachwuchses. Wer dazu nichts beiträgt, ist in einem ungeheuren Manko.
Zeppernick beklagt, dass in Deutschland aufgrund der einseitigen Interpretation des Generationenvertrages der Zusammenhang zwischen Alters- und Kinderlastenausgleich nicht gesehen werde, was entsprechend nachteilige Folgen für die Familie habe.
Wilfried Burkhardt wies darauf hin, dass im Generationenvertrag das Aufziehen von Kindern der eigentliche Vorsorgebeitrag für das eigene Alter sei, und nicht etwa die Sozialabgaben, die der Alterssicherung der eigenen Eltern dienten.
Einen aktuelleren Überblick über die Auswirkungen des einseitig verstandenen Generationenvertrages gibt der Soziologe Franz-Xaver Kaufmann.
Er kritisiert, ähnlich wie Nell-Breuning, dass Adenauer zwar die dynamische Rente einführte, aber die von Wilfrid Schreiber als Gegenleistung dafür vorgesehene dynamische Kinderkasse wegließ. Er bezeichnet das als zentralen Konstruktionsfehler unseres gegenwärtigen Systems sozialer Umverteilung (S. 78) und führt weiter aus: „Unsere Gesellschaft polarisiert sich in Familien (mit überwiegend zwei und mehr Kindern) und kinderlose Lebensformen – eine neue gravierende Form sozialer Ungerechtigkeit tut sich auf“ (S. 80).
Das gesamte deutsche Alterssicherungssystem wird verurteilt:
Indem Eltern die zukünftigen Arbeitskräfte aufziehen, welche die Renten auch der Kinderlosen durch ihre Beiträge werden finanzieren müssen, finanzieren sie über ihren Beitrag zur Humankapitalbildung indirekt die Renten der Kinderlosen mit, die zudem im Durchschnitt vergleichsweise höhere Rentenanwartschaften erwerben können. Die so genannte „Transferausbeutung der Familien“ lässt sich in weniger krasser Form auch in den übrigen Transfersystemen nachweisen (S. 170).
In einer umfassenden Monographie analysiert Martin Werding Wesen und politische Umdeutung des Generationenvertrags und fordert einen vollständigen Generationenvertrag.

### Auswirkung auf das Nationaleinkommen
Ausgehend von der Barro-Feldstein-Kontroverse in den 1970er Jahren wird noch heute kontrovers diskutiert, ob eine Rentenversicherung im Kapitaldeckungsverfahren gegenüber einer Rentenversicherung im Generationenvertrag eine höhere gesamtwirtschaftliche Ersparnis bewirkt und in der Folge ein höheres Wirtschaftswachstum und damit ein größeres zu verteilendes Nationaleinkommen bewirken kann.
Mit der Rentenreform in Chile wurde erstmals ein Wechsel vom Umlageverfahren zum Kapitaldeckungsverfahren vollzogen, die Ergebnisse wurden genau analysiert. Dem Beispiel Chiles folgten weitere südamerikanische Länder. Dabei zeigte sich in den Ländern, in denen das Rentensystem vom Umlageverfahren auf das Kapitaldeckungsverfahren umgestellt wurde, dass sich die Sparquote in vielen Fällen nicht erhöht hat, in einigen Fällen sogar verringert hat. Ein Zusammenhang zwischen der Art der Organisation des Rentensystems und der Höhe der Sparquote konnte also nicht hergestellt werden. Orszag und Stiglitz kommen zu dem Schluss, dass die Einführung eines Kapitaldeckungsverfahrens für sich genommen keine makroökonomischen Auswirkungen hat. Die Tatsache der Einführung eines Kapitaldeckungsverfahren führt für sich alleine genommen nicht zu einer Erhöhung der gesamtwirtschaftlichen Sparquote, dies hängt vielmehr von dem weiteren Verhalten der Bürger und des Staates ab. Die Einführung eines Kapitaldeckungsverfahrens führt zum Beispiel dann nicht zu einer Erhöhung der gesamtwirtschaftlichen Sparquote, wenn die Bürger ohne diese Rentenreform auf andere Art eine ähnlich hohe Summe angespart hätten (d. h. wenn die Rentenersparnisse andere Formen der Kapitalanlage bloß ersetzen). Ebenso liegt der Fall, wenn die Bürger oder der Staat im Rahmen der Rentenumstellung in dem Maß Schulden aufnehmen, wie in der Ansparphase ein Kapitalstock aufgebaut wird. In Chile führte die Umstellung auf das Kapitaldeckungsverfahren per Saldo zu einer Verringerung der Sparquote, da sehr hohe Umstellungskosten anfielen. Gleichzeitig führte die Einführung der kapitalgedeckten Rente aber zu einer Reifung des bis dahin unterentwickelten chilenischen Kapitalmarktes, was sich positiv auf das zusätzliche freiwillige Sparverhalten der Chilenen und die gesamtwirtschaftliche Sparquote auswirkte.

### Auswirkungen des demografischen Wandels
Es wird kritisiert, dass der Generationenvertrag wegen des demographischen Ungleichgewichts der Generationen überhaupt nicht funktionieren könne. Die mit Generationenvertrag arbeitenden Sozialsysteme stehen vor zunehmenden Finanzierungsproblemen aufgrund von zukünftigen demographischen Effekten. Während zurzeit wegen der geburtenstarken Jahrgänge und, insbesondere bei männlichen Rentnern, kriegsbedingten Lücken der Generationenvertrag eigentlich aus demographischer Sicht noch hervorragend funktionieren müsste, haben Änderungen auf Beitragszahler- und Leistungsempfängerseite dennoch schon zu Problemen geführt. Fehlende Beitragseinnahmen führten dazu, dass der Bundeszuschuss beispielsweise in Deutschland seit 1990 fast jährlich auf heute mehr als 80 Milliarden Euro erhöht werden musste. Als Hauptursache werden häufig die hohe Arbeitslosigkeit und das Sinken der Lohnquote am Volkseinkommen genannt, außerdem die Einbeziehung der DDR mit ihren sehr ausgedehnten Erwerbsbiographien. Der Leistungskatalog und -umfang der gesetzlichen Rentenversicherer wurde insbesondere in den 70er Jahren des vorigen Jahrhunderts deutlich bis an die Grenzen der damaligen Belastbarkeit ausgedehnt. Bei den später sich ausweitenden Problemen auf dem Arbeitsmarkt wurde es dann unterlassen, diese entsprechend wieder zu korrigieren.
Im Jahr 2019 nähert sich die in Deutschland erfasste Altersstruktur der Urnenform an, die in Industriestaaten verbreitet ist und sinkende Geburtenzahlen kombiniert mit einer hohen (bzw. steigenden) Lebenserwartung widerspiegelt. Während das Durchschnittsalter steigt, nimmt gleichzeitig der Anteil der jüngeren Altersgruppen immer weiter ab.
Während in Deutschland das Durchschnittsalter 2011 noch bei 43,9 Jahren lag, war es 2020 mit 45,7 Jahren knapp über dem EU-Durchschnitt. Der Anteil der Erwerbstätigen sank in zwanzig Jahren von 68,2 Prozent (1998) kontinuierlich auf 64,6 Prozent im Jahr 2019.
Gleichzeitig stieg der Anteil der Menschen über 67 zwischen 1970 und 2018 von 11,1 auf 19,2 Prozent an. Dabei hat sich der Anteil der über 85-Jährigen von 1970 bis 2018 mehr als vervierfacht. In knapp fünfzig Jahren stieg er von 0,6 auf 2,7 Prozent, was Ende 2018 insgesamt 2,3 Millionen Personen in der Altersgruppe ab 85 entsprach.

### Probleme des bestehenden Systems ab 2025
Wenn aber immer weniger Erwerbstätige immer mehr Menschen im Rentenalter mitversorgen sollen und gleichzeitig die Qualität und Verfügbarkeit von Beschäftigungsmöglichkeiten weiter abnimmt, ist mit schwerwiegenden Auswirkungen auf die Sozialsysteme zu rechnen. Soziale Faktoren wie die Zunahme von befristeten Arbeitsverhältnissen und Teilzeitarbeit, der Anstieg psychischer Erkrankungen und wirtschaftliche Faktoren wie  Erwerbsquote, Lohnquote und Produktivitätsentwicklung waren bereits vor der COVID-19-Pandemie und der damit einhergehenden Wirtschaftskrise problematisch.
Ab 2025 wird sich die Rentensituation und mit ihr die Frage, ob das System tatsächlich zukunftsfähig ist, verschärfen, weil dann Deutschlands geburtenstärkste Jahrgänge in Rente gehen werden. Für den Fall, dass bis dahin kein nachhaltigeres Rentensystem gefunden wurde, hat eine Forschungsgruppe um den Wirtschaftswissenschaftler Axel Börsch-Supan errechnet, dass die Mehrwertsteuer langfristig von 19 auf 26 Prozent steigen müsste, um das bestehende System zu finanzieren. Wenn gleichzeitig das Rentenniveau gehalten werden soll – ohne den Beitragssatz über 20 Prozent zu heben – müsste der Jahrgang 1985 bis zum 72. Geburtstag arbeiten. Damit könnte auch dieser Geburtsjahrgang so lange wie die heutigen Rentner in der Rente bleiben; rund 15 Jahre. Das Fazit der Journalisten, die diese Zahlen für eine große Tageszeitung erhoben haben, lautet, dass man so eine Belastung der arbeitenden Generation nicht gerecht finden müsse.
Beschäftigte im Niedriglohnsektor, die erst ab 2018 ein Recht auf Mindestlohn
erhielten, bekommen nach Renteneintritt fast gar keine Zuschüsse vom Staat. Dadurch steigt die Wahrscheinlichkeit auf relative Armut im Alter ebenso, wie die vieler Soloselbstständiger.
Als Arbeit zählt gemeinhin eine reguläre Erwerbstätigkeit, wohingegen Pflege- und Erziehungsarbeit sowie Haus- und Gartenarbeit kaum bei der Rentenberechnung berücksichtigt werden.
Auch die gesetzliche Rentenversicherung hält Bürger dazu an, eine private oder betriebliche Altersvorsorge aufzubauen. Zwar sei die gesetzliche Rentenversicherung die wichtigste Säule der Alterssicherung, dennoch sei zusätzliche Altersvorsorge wichtig. Das gelte insbesondere für Menschen, die ihren Lebensstandard im Alter halten wollen.

### Euphemismuskritik
Der Begriff „Generationenvertrag“ wird von Kritikern als politisches Schlagwort und Euphemismus betrachtet, das suggeriere, der Anspruch aus Rentenanwartschaften sei durch eine Übereinkunft der Generationen gerechtfertigt. Die künftig Erwerbstätigen seien aber im Zeitpunkt der Anspruchsbegründung entweder noch nicht geboren oder jedenfalls noch nicht in der Lage, an den politischen Entscheidungsprozessen teilzunehmen, also ihre eigenen Interessen in diesem Ausgleich zwischen den Generationen wahrzunehmen. Dabei habe sich die Generation der dann zu versorgenden Rentenbezieher selbst einen Ausbau ihrer Ansprüche zugestanden, der in keinem Verhältnis zu ihrem eigenen Beitrag für die Generation stehe, die diesen Anspruch dann erfüllen muss. Insbesondere sei auch das Vermögen der Rentenversicherer in einer aus demographischer Sicht relativ gesunden Zeit aus Gründen der politischen Opportunität durch Erhöhung der Leistungen verschwendet worden, statt es zur Vorsorge weiter auszubauen.
Diese Kritik ist aber nur nachvollziehbar, wenn die oben angeführte zweite Definition zugrunde gelegt wird, die lediglich eine Abmachung zweier Partner (der Erwerbstätigen und der Rentner) auf Kosten eines Dritten (der nachfolgenden Generation) beschreibt, während ein Vertrag durch eine gegenseitige Selbstverpflichtung charakterisiert ist. Bei Zugrundelegung der ersten Definition, die auf Wilfrid Schreiber zurückgeht und die die ursprüngliche Definition ist, entspricht der Begriff „Vertrag“ der gegenseitigen Selbstverpflichtung zwischen Eltern und Kindern, wie er von alters her innerhalb der Familie galt.

### Kontroverse um Bevorzugung Kinderloser
Andere Kritiker sehen den Generationenvertrag als bloße Fiktion an, da Schreibers Pläne nicht vollständig umgesetzt wurden. In Wirklichkeit handele es sich um eine „Versicherung gegen Kinderlosigkeit“: Wer nicht in Kinder investiere, könne sich den Verzicht auf massive Rücklagen für sein Alter nur leisten, weil die Kinder anderer Leute später gezwungen würden, ihn zu versorgen. Nicht nur die Kinder, sondern vor allem auch deren Eltern, deren Anteil am „Rententopf“ entsprechend niedriger ausfällt, würden dadurch benachteiligt und um die Früchte ihrer Investition (eben in die Kinder) gebracht, während dem Kinderlosen im Gegenzug nicht nur das für Kinderaufzucht ersparte Geld, sondern insbesondere auch sein (beide Geschlechter zusammengerechnet) wegen der fehlenden zeitlichen Doppelbelastung höheres Erwerbseinkommen zur alleinigen Verfügung verbleibt. Entweder müssten daher Kinderlose (bei voller Beitragszahlung, die ja ihren eigenen Eltern und Großeltern zugutekommt) von jeglicher Leistung der Rentenversicherung ausgeschlossen werden und privat vorsorgen, oder sie müssten das mangels Kinderaufzucht gesparte Geld verwenden, um Familien bei der Kinderaufzucht zu unterstützen.
In diesem Sinne formulierte der frühere Richter des Bundesverfassungsgerichts Paul Kirchhof: Solange sich die Kinderlosen überhaupt nicht am finanziellen Kindesunterhalt beteiligen, gebührt die im Rahmen des Generationenvertrages erbrachte Alterssicherung ausschließlich den Eltern; die übrige Bevölkerung müsste für ihr Alter durch sonstige Vorkehrungen, z. B. eine Lebensversicherung, vorsorgen.
Der frühere Präsident des Bundesverfassungsgerichts und Bundespräsident Roman Herzog kritisierte: Es kann nicht sein, dass ein Ehepaar – bei dem nur der eine ein Leben lang ein Gehalt oder einen Lohn einsteckt – Kinder aufzieht und am Ende nur eine Rente bekommt. Auf der anderen Seite verdienen zwei Ehepartner zwei Renten. Und die Kinder des Paares, das nur eine Rente bekommt, verdienen diese beiden Renten mit. Das ist ein glatter Verfassungsverstoß.